# QF 3,7 pouces

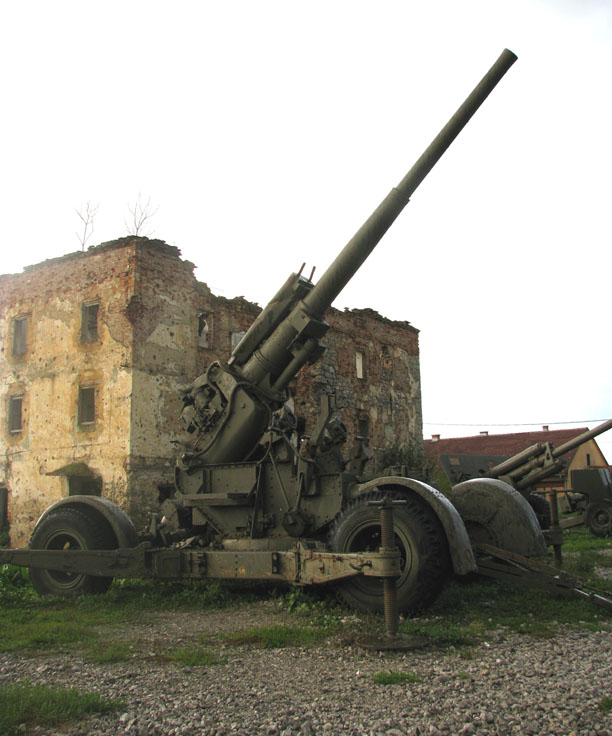
Mark IIIA exposé dans un musée en Croatie.

Le QF 3,7 pouces fut le premier canon antiaérien britannique de fort calibre de la Seconde Guerre mondiale. 

## Caractéristiques
- Pays : Royaume-Uni
- Concepteur : Vickers
- Poids : 9 317 kg
- Portée : 29 000 m
- Poids de l'obus : 13 kg
- Vitesse : 792 m/s
- Calibre : 3,7 pouces soit 94 mm

## Historique
Il est construit de 1937 a 1945.

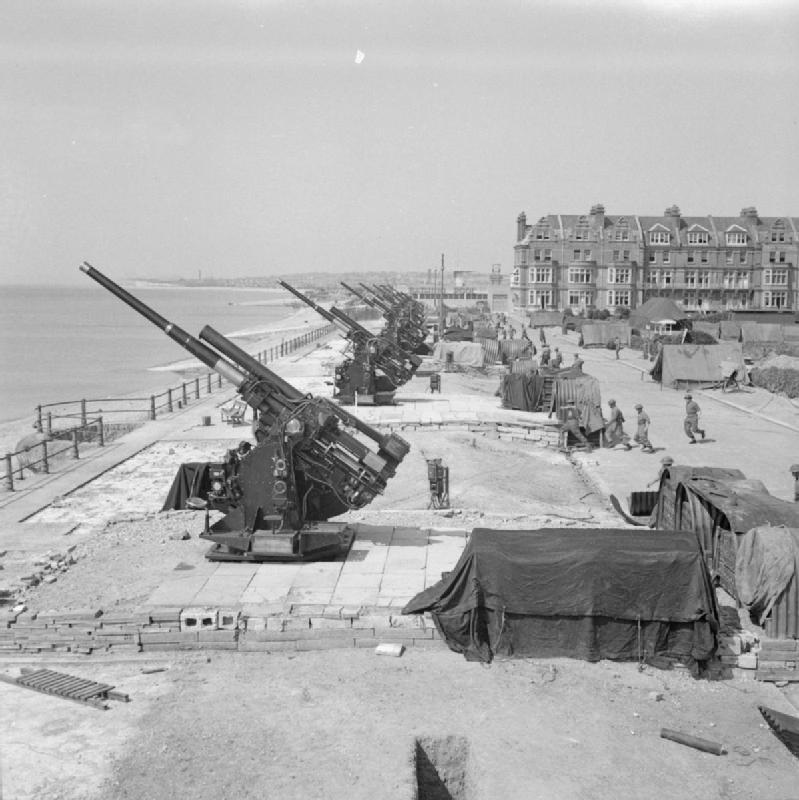
Une batterie de QF 3,7 sur la cote sud de l'Angleterre le 6 août 1944.

Les régiments anti-aeriens lourds équipés du canons de 3,7 étaient essentiellement destiné à la Territorial Army et destiné à la défense antiaérienne de l'Empire Britannique. Ils relativement peu nombreux dans l'armée de campagne de la British Army et contrôlés par le QG du corps ou de l'armée, ou à des QG de niveau encore plus élevé, et leur commandement n'était pas souvent dévolu aux commandants au niveau divisionnaire où le rôle antichar pourrait être nécessaire. Le tir prolongé à basse altitude (ne faisant pas partie de la spécification d'origine) a également mis à rude épreuve le matériel de montage et de récupération.
Les canons ont été largement utilisés dans le rôle d'artillerie de campagne dans la seconde moitié de la Seconde Guerre mondiale en Italie, dans le nord-ouest de l'Europe, en Birmanie et dans le sud-ouest du Pacifique. Les batteries ont été fournies avec l'équipement de contrôle de tir nécessaire. Le tir de contre-batterie ou de contre-mortier était le rôle habituel. Cependant, leurs munitions explosives semblent avoir toujours été amorcées pour une explosion aérienne; cela signifie que les portées maximales étaient limitées à 8 400 m avec la fusée n ° 199 et 14 800 m avec la fusée n ° 208.
Il est largement exporté à travers le Commonwealth et d'autres pays.

## Variante
Du canon antiaérien a été dérivé un canon antichar, l'Ordnance QF 32-pounder (en). Il était prévu pour équiper le char super-lourd britannique Tortoise, lequel n'est toutefois resté qu'à l'état de prototype.